# Erik Lihms
Erik Lihms var ett svenskt dansband, som startade som duo 1993 i samband med att Vikingarna tog en längre paus. Erik Lihm och Vikingarnas basist Kenth Andersson bildade duon. Man spelade mest på Stena-båtarna i trafik i Östersjön mellan Sverige och Tyskland. Man gjorde också en kortare turné med Alf Robertson, som Erik Lihm skrivit mycket musik åt under åren med dansbandet Spotlights från Göteborg.
Då Vikingarna återupptogs 1995 blev Erik Lihms åter vilande men Vikingarna 1996 tog ännu en paus, då Christer Sjögren började med Sound of Music. Erik Lihms blev nu en trio, verksam på båten Birka Princess. Den bestod oftast av Erik Lihm, Sölve Berglund och Martin Rydenmalm.
Morten Tinholt från Trysil i Norge, sång och keyboard, togs in då Stena Saga ville ha en kvartett. 2001 spelade man in en CD där flera av låtarna hade framgångar på olika listor i Skandinavien. Erik Lihm hade bland annat skrivit "Kommer du till sommaren", som i inspelning av Vikingarna med text på tyska hette "Sommerwind und Sonnenschein" tog sig in på tyska Schlagerliste.
Under andra halvan av 2002, då Vikingarna återigen tog en paus, blev Dag Myrer och Joakim Andersen nya medlemmar i Erik Lims. De hade tidigare vikarierat med bandet. Bandet, som nu bestod av två sångare och två blås, blev bland annat populärt på Birka Princess. Länder som Danmark, Finland och Norge besöktes.
I mitten av 2003 slutade Morten Tinholt i bandet.
2004 tilldelades bandet Guldklaven som "årets uppstickare". Conny Nilsson, tidigare i kapellmästare i Berth Idoffs, hoppade i augusti 2003 in i bandet. Han stannade till 2008, då han ersattes av Sölve Berglund.
I december 2011 meddelades att orkestern läggs ner, med sista spelningarna ombord på MS Birka Paradise den 2-3 januari 2012.

### Fotnoter
1. ↑  ”Guldklaven; Vinnare genom tiderna”. Får jag lov. http://fjl.se/tidningen/guldklaven/. Läst 13 november 2018.
2. ↑  ”Får jag lov”. 19 december 2011. http://www.danslogen.se/nyhet/3099. Läst 4 januari 2012.